# Elvin Məmmədov (taekwondo)
Elvin Məmmədov –también escrito como Elvin Mammadov– (8 de junio de 1989) es un deportista azerbaiyano que compitió en taekwondo. Ganó una medalla de bronce en el Campeonato Europeo de Taekwondo de 2010, en la categoría de –74 kg.

## Palmarés internacional
| Campeonato Europeo | Campeonato Europeo      | Campeonato Europeo | Campeonato Europeo |
| Año                | Lugar                   | Medalla            | Categoría          |
| ------------------ | ----------------------- | ------------------ | ------------------ |
| 2010               | San Petersburgo (Rusia) | Medalla de bronce  | –74 kg             |